# Epirhyssa cochabambae
Epirhyssa cochabambae är en stekelart som beskrevs av Porter 1978. Epirhyssa cochabambae ingår i släktet Epirhyssa och familjen brokparasitsteklar. Inga underarter finns listade i Catalogue of Life.